# Werner Mohr (Jurist)
Werner Kurt Julius Mohr (* 18. Oktober 1903 in Bergen auf Rügen; † 26. Mai 1972 in Rendsburg) war ein deutscher Jurist und Politiker (NSDAP). Er war Landrat im Kreis Oldenburg in Holstein (1933–1941).

## Leben
Als Sohn eines Postrats geboren, besuchte Werner Mohr die Gymnasien in Dresden-Neustadt und Eutin, bevor er Rechtswissenschaften in Tübingen, München und Kiel studierte. Während seines Studiums wurde er 1923 Mitglied der Burschenschaft Germania Tübingen. 1918 und 1920 bis 1924 war er Mitglied der Organisation Escherich. Er gehörte in dieser Zeit auch der Brigade Ehrhardt an. Zum 3. Dezember 1925 trat er dann in die NSDAP ein (Mitgliedsnummer 22.827) und schloss sich auch der SA an. 1927 wurde er in Tübingen zum Dr. iur. promoviert. 1933 war er Gerichtsassessor beim Oberpräsidium Kiel. Im selben Jahr wurde er (zunächst kommissarisch) zum Landrat im Kreis Oldenburg in Holstein ernannt. Von 1933 bis 1937 war er dort auch Kreisleiter der NSDAP. 1939 wurde er für ein Jahr zum „Aufbau im Osten“ abgeordnet. Nach seiner Rückkehr war er als Landrat zudem Vorstandsvorsitzender der Kreissparkasse Oldenburg, der Kreis-Oldenburger-Eisenbahn AG und der Oldenburger Elektrizitätsgenossenschaft. 1941 wurde er nach Bremen versetzt. Nach dem Krieg lebte er ab 1954 in Rendsburg.

## Veröffentlichungen
- Die „Gemeingefährlichen Handlungen“ im amtlichen Entwurf eines Allgemeinen Deutschen Strafgesetzbuchs vom Jahre 1927. Rendsburg 1928, Dissertation Universität Tübingen.